# Bilino polje
Bilino polje, današnji predio u Zenici. U srednjem vijeku to je bilo polje izvan grada. U svezi s njime je srednjovjekovno naselje na lijevo obali Bosne Bilino, koje vrela spominju još 1203. godine. Toponim je ikavski. Danas je na Bilinom polju istoimeni stadion. Po legendama predio se zvao Vilinsko polje koje se nalazilo u sunčanoj dolini, na kojem su vile "kolo igrale". S praskozorjem su po narodnom vjerovanju otišle na planinu Jeleč (Jelač) gdje i dalje plešu u kolu i pjevaju.